# Kaska-Stainasjaure
Kaska-Stainasjaure är en sjö i Jokkmokks kommun i Lappland och ingår i Luleälvens huvudavrinningsområde. Sjön har en area på 0,571 kvadratkilometer och ligger 295 meter över havet. Sjön avvattnas av vattendraget Låkkejåkkå.

## Delavrinningsområde
Kaska-Stainasjaure ingår i det delavrinningsområde (741981-164892) som SMHI kallar för Utloppet av Kaska-Stainasjaure. Medelhöjden är 320 meter över havet och ytan är 4,72 kvadratkilometer. Räknas de 8 avrinningsområdena uppströms in blir den ackumulerade arean 117,96 kvadratkilometer. Låkkejåkkå som avvattnar avrinningsområdet har biflödesordning 4, vilket innebär att vattnet flödar genom totalt 4 vattendrag innan det når havet efter 229 kilometer. Avrinningsområdet består mestadels av skog (88 procent). Avrinningsområdet har 0,58 kvadratkilometer vattenytor vilket ger det en sjöprocent på 12,3 procent.